# USS Hailey (DD-556)
CT Pernambuco (D-30) à partir de 1961
Pour les articles homonymes, voir Hailey.
L'USS Hailey (DD-556) est un destroyer de la classe Fletcher en service dans la Marine des États-Unis (US Navy) pendant la Seconde Guerre mondiale. Il a été nommé en l'honneur de Joshua Hailey, un corsaire américain pendant la guerre de 1812.

## Construction
Sa quille est posée le 11 avril 1942 au chantier naval Seattle yard de Seattle-Tacoma Shipbuilding Corporation - Seattle, dans l'état de Washington. Il est lancé le 9 mars 1943; parrainé par Mme Claude S. Gillette, épouse du contre-amiral Norman C. Gillette, et mis en service le 30 septembre 1943.

## Historique
Après une mise au point à San Diego, le Hailey a quitté Seattle le 13 décembre 1943 pour rejoindre la Pacific Fleet (flotte du Pacifique) à Pearl Harbor. Il est sorti de Pearl Harbor le 19 janvier 1944 pour escorter une unité de la Southern Attack Force de l'amiral Richmond K. Turner en vue de l'assaut et de l'occupation des îles Marshall. Arrivé au large de la pointe sud de l'atoll de Kwajalein, le Hailey rejoint l'écran de transport sud et se tient ensuite au large pour pilonner l'ennemi avec ses canons de 5 pouces. Il quitta Kwajalein le 15 février avec le groupe expéditionnaire Eniwetok et arriva au large d'Eniwetok le lendemain pour protéger les navires lourds. Il rejoignit ensuite le groupe de soutien nord de l'amiral Jesse Oldendorf pour battre de solides positions ennemies avant de se retirer sur l'atoll de Majuro pour protéger le Manila Hay.
Après avoir patrouillé dans la région de Mussau-Emirau, le Hailey passa la majeure partie des mois d'avril et de mai à patrouiller contre les sous-marins, à intercepter le trafic des péniches et à fournir un appui-feu quotidien aux opérations de l'US Army dans la région de la Nouvelle-Guinée. La 94e division de destroyers (Destroyer Division 94), composée du USS Haggard (DD-555), du USS Franks (DD-554), du Hailey, et du USS Johnston (DD-557), se déplaçait vers le nord-ouest depuis les îles Salomon le 16 mai. Environ 2 heures 30 avant minuit, ils naviguaient en ligne de reconnaissance à environ 200 km à l'est et au nord de l'île Green. Le Haggard établit un contact sonar sur sa proue tribord à une distance de 2 600 m. Il s'agit du sous-marin japonais I-176 de 1 600 tonnes. Cinq attaques distinctes sont effectuées et entre les deux dernières, une forte explosion sous-marine se fait entendre. Les destroyers poursuivent leurs recherches jusqu'au lendemain soir sans reprendre contact, mais ils récupèrent des souvenirs d'origine japonaise dans une nappe de gasoil qui s'étend sur plus de 11 km d'océan.
Pendant la première partie du mois de juin, le Hailey a pris des fonctions de contrôle et de patrouille à l'est de Saipan en soutien aux opérations des Mariannes. Il quitta Eniwetok le 1er juillet avec la 3e division de cuirassés (Battleship Division 3) de l'amiral George L. Weyler pour le bombardement et l'assouplissement de Guam avant l'invasion, puis rejoignit la Southern Attack Force de l'amiral Richard L. Conolly pour la prise de Guam (21 juillet-10 août 1944) et se retira à Eniwetok le 9 août. Le reste du mois d'août et le mois de septembre, le Hailey surveille un groupe de porte-avions d'escorte fournissant un soutien aérien pour la prise et l'occupation des îles Peleliu, Ngesebu et Anguar dans les Palaos.
Le 12 octobre, le Hailey quitte le port Seeadler, sur l'île de Manus, avec le "Taffy 2" de l'amiral Felix B. Stump (Task Unit 77.4.2), formation centrale des trois groupes de porte-avions d'escorte au large de l'entrée du golfe de Leyte. Alors que l'amiral Jesse B. Oldendorf écrase la force sud de l'amiral Shōji Nishimura dans le détroit de Surigao les 24 et 25 octobre, la force centrale de l'amiral Takeo Kurita arrive au large de Samar sans être détectée, aux premières heures du 25 octobre, dans le but de détruire la forte concentration de navires amphibies de la 7e Flotte (7th Fleet) soutenant l'invasion de Leyte. Face à une force bien supérieure, les trois "Taffies" de l'amiral Thomas L. Sprague ont vaillamment repoussé les forces de Kurita et fait échouer sa mission, stoppant ainsi la flotte de surface la plus puissante que le Japon ait envoyée en mer depuis la bataille de Midway.
Le destroyer expérimenté rejoint ensuite la Fast Carrier Task Force (alors Task Force 38 (TF 38) de la 3e Flotte (3rd Fleet) de l'amiral William F. Halsey), en tant qu'unité du Task Group 38.4 (TG 38.4) du contre-amiral Gerald F. Bogan, qui lance des frappes sur Formose, avant de rejoindre le groupe de ravitaillement en carburant du capitaine Acuff pour la 3e Flotte. En février 1945, le Hailey rejoint le Fast Carrier Task Force 58 de l'amiral Marc A. Mitscher et, jusqu'à la fin du mois de juin, il participe à des bombardements et à des frappes, infligeant de nombreux dégâts à l'ennemi sur Okinawa et sur les îles japonaises où "la flotte est venue s'installer".
De retour aux États-Unis en juillet, le Hailey est désarmé à San Diego le 27 janvier 1946 et rejoint la flotte de réserve (Reserve fleet).

## Après-guerre
Le Hailey est remis en service à San Diego le 27 avril 1951. Après un entraînement dans la région de San Diego, il transite par le canal de Panama et rejoint les unités de la 6e Flotte (6th Fleet) à Newport. Le Hailey quitte Newport le 6 septembre 1952 et passe par la zone du canal de Panama pour passer les quatre mois suivants dans les eaux coréennes. Rejoignant la Fast Carrier Task Force 77 (TF 77), il prend part à des opérations de blocus et fournit un appui-feu rapproché aux troupes terrestres en Corée. Quittant Sasebo le 5 février 1953, le Hailey retourne sur la côte est pour rejoindre la 6e Flotte.
Entre le 8 septembre 1954 et le 14 septembre 1959, le Hailey effectue quatre déploiements en Méditerranée avec la 6e Flotte. Lorsqu'il n'est pas déployé en Méditerranée, il sert de garde-avions pour le porte-avions USS Monterey (CVL-26) et forme des cadets de l'aviation à Pensacola. En outre, il est continuellement engagé dans l'entraînement anti-sous-marin et la tactique des destroyers. 
Le Hailey a été mis hors service le 3 novembre 1960 à Portsmouth, en Virginie, et a rejoint la Flotte de réserve. 

### Service au Brésil
Pour les autres navires du même nom, voir [[:voir destroyer brésilien Pernambuco]].

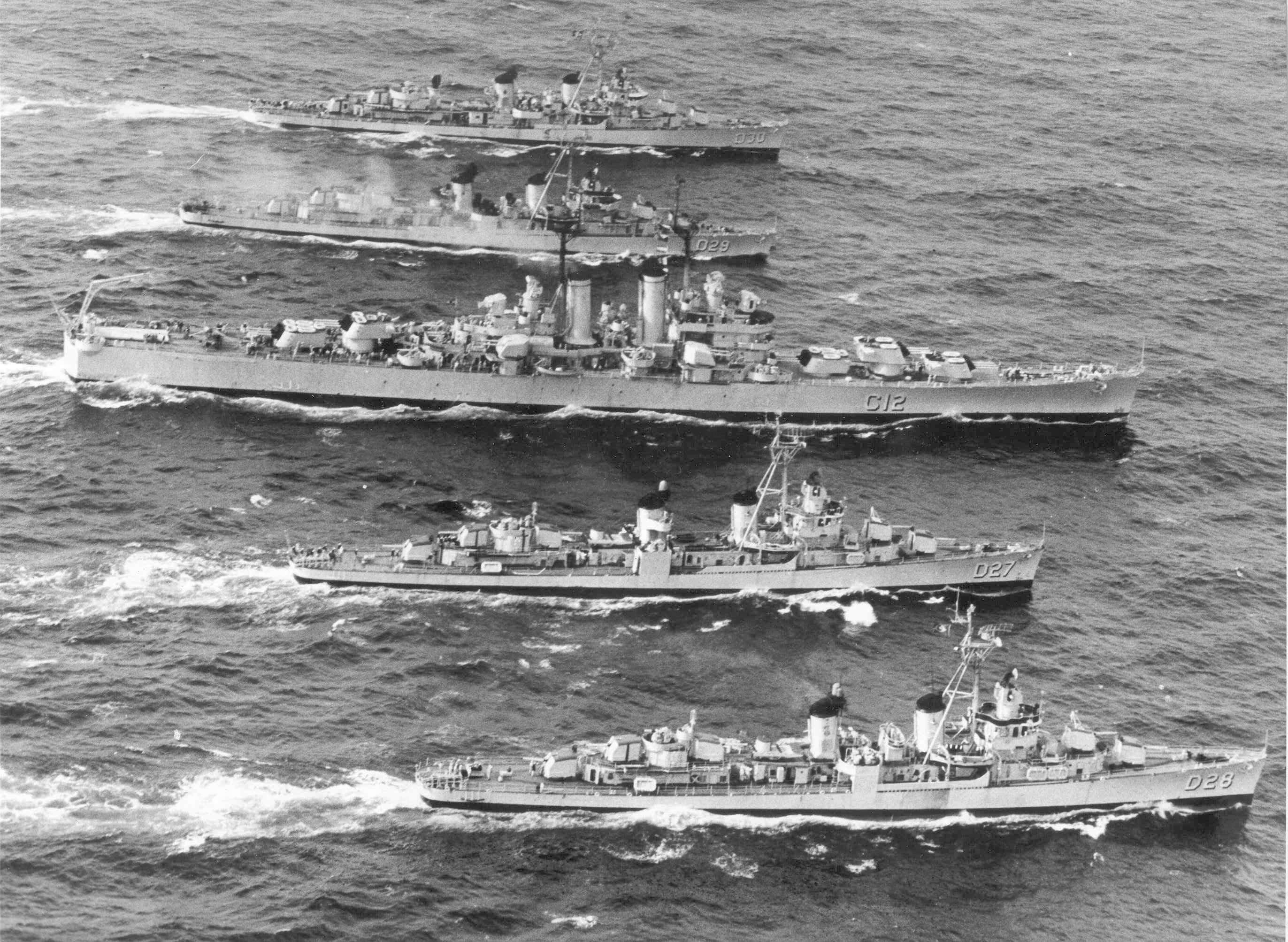
Le brésilien Pernambuco (D30), en haut, pendant la guerre de la langouste de 1961.

Le Hailey a été prêté au gouvernement brésilien le 20 juillet 1961, et a servi dans la marine brésilienne (Marinha do Brasil) sous le nom de CT Pernambuco (D-30). 
Dans la même année, il participe à des opérations de surveillance pendant le conflit de la langouste entre la France et le Brésil.
Il est radié de la liste des navires de guerre (Naval Vessel Register) de l'US Navy le 1er août 1973.
Désarmé le 2 avril 1982, on pense qu'il a été coulé comme navire-cible vers 1982.
L'un des canons de 5 pouces du navire exposé à la base navale de Rio de Janeiro.

## Décorations
Le Hailey a reçu 6 battle stars (étoiles de combat) pour son service pendant la Seconde Guerre mondiale et 3 battle stars pendant la guerre de Corée.